# André Weil
André Weil (París, 6 de mayo de 1906-Princeton, Nueva Jersey; 6 de agosto de 1998) fue un matemático francés. Es conocido por sus notables contribuciones a la teoría de los números y la geometría algebraica.
Fue uno de los miembros fundadores del influyente grupo Nicolás Bourbaki. Era hermano de la filósofa Simone Weil.

## Biografía
Nacido en París de padres alsacianos de origen judío que huyeron de la toma de Alsacia-Lorena por Alemania, estudió en París, en la Escuela Normal Superior. Luego estudia en Roma y en Gotinga donde recibe su doctorado en 1928. Permanece dos años en la Universidad de Aligarh. Y después de un año en Marsella enseña durante seis años en Estrasburgo donde se casa en 1937. 
Al comenzar la Segunda Guerra Mundial se dirigió a Finlandia para evadir la leva. Fue prontamente apresado por las autoridades finlandesas, quienes lo creyeron sospechoso de espiar para la Unión Soviética (URSS). Según cuenta en sus memorias escapó a la ejecución gracias a la intervención de Rolf Nevanlinna. Weil regresó a Francia y se presentó al tribunal militar; juzgado el 3 de mayo de 1940, fue condenado a cinco años. Después de la capitulación francesa se unió a su familia en Marsella. En enero de 1941 dejan Francia ocupada por los nazis y parten hacia Nueva York.
Weil trabajó en la Universidad de San Pablo, Brasil, de 1945 a 1947, con Oscar Zariski. Enseñó en la Universidad de Chicago de 1947 a 1958. Pasó el resto de su carrera en el Institute for Advanced Study, en Princeton, Nueva Jersey.

## Trabajos
Hizo aportaciones notables a numerosas áreas, en especial a la geometría algebraica y a la teoría de los cuadrados. Su tesis de doctorado condujo al teorema de Mordell-Weil; en ella dio una formulación antigua al argumento del descenso infinito y, para hacerlo, definió una medida del tamaño de los puntos racionales de una variedad algebraica. En los años siguientes comenzó a estudiar lo que más tarde se llamaría cohomologia de Galois, y con base en los trabajos de Claude Chevalley dio una prueba del teorema de Riemann-Roch.
Entre sus más grandes trabajos figura la prueba dada en 1940, en prisión, de la hipótesis de Riemann para las funciones zeta locales. Colaboró con un apéndice algebraico a Las estructuras elementales del parentesco, de Claude Lévi-Strauss, publicado en 1949. Las conjeturas de Weil han influido ampliamente a los geómetras algebraicos desde alrededor de 1950; fueron probadas por Bernard Dwork, Alexander Grothendieck, Michael Artin y Pierre Deligne.
En topología general introdujo el concepto de espacio uniforme.

## Contribuciones a la matemática
- Arithmétique et géométrie sur les variétés algébriques (1935)
- Sur les espaces à structure uniforme et sur la topologie générale (1937)
- L'intégration dans les groupes topologiques et ses applications (1940)
- Foundations of Algebraic Geometry (1946)
- Sur les courbes algébriques et les variétés qui s’en déduisent (1948)
- Variétés abéliennes et courbes algébriques (1948)
- Introduction à l'étude des variétés kählériennes (1958)
- Discontinuous subgroups of classical groups (1958) Chicago lecture notes
- Basic Number Theory (1967)
- Dirichlet Series and Automorphic Forms, Lezioni Fermiane (1971)
- Essais historiques sur la théorie des nombres (1975)
- Elliptic Functions According to Eisenstein and Kronecker (1976)
- Œuvres Scientifiques, Collected Works, three volumes (1979)
- Number Theory for Beginners (1979) con Maxwell Rosenlicht
- Adeles and Algebraic Groups (1982)
- Number Theory: An Approach Through History From Hammurapi to Legendre (1984)
- Souvenirs d’Apprentissage (1991) as The Apprenticeship of a Mathematician (1992)

## Premios y reconocimientos
Recibió numerosas distinciones, entre ellas el famoso Premio Wolf de Matemáticas en 1979. Fue miembro honorario de la London Mathematical Society; miembro de la Académie des Sciences de París y de la National Academy of Sciences de los Estados Unidos.
Después de su muerte, el único honor mencionado en su biografía oficial simplemente rezaba: "Miembro de la Academia de Ciencias y de Letras de Poldavia"; un país imaginario donde habría enseñado el también imaginario matemático Nicolas Bourbaki.

### Aportes con su nombre
- Cohomología de Weil[5]
- Conjeturas de Weil
- Divisor de Weil
- Teoría de Chern-Weil
- Ley de reciprocidad de Weil
- Teorema de Mordell-Weil